# 400 West Market
400 West Market, d. Aegon Center – wieżowiec w Louisville, w stanie Kentucky, w Stanach Zjednoczonych, o wysokości 164 m. Budynek został otwarty w 1993 i posiada 35 kondygnacji.